# ستی در خانه

لوگوی SETI@home

ستی در خانه (به انگلیسی: SETI@home) یک پروژه رایانش داوطلبانه مبتنی بر اینترنت است که با استفاده از کامپیوتر داوطلبان انجام می‌شود و از چارچوب BOINC استفاده می‌کند. SETI سرواژهٔ Search for Extra-Terrestrial Intelligence (جستجو برای هوش فرازمینی) است.
این پروژه در لابراتوار علوم فضایی دانشگاه برکلی کالیفرنیا اداره می‌شود. این پروژه وابسته به پردازشگرهای مردم جهان است، به طوری که هر کس می‌تواند با در اختیار قرار دادن کامپیوتر خود از طریق اینترنت در پیشرفت این پروژه کمک کند.

## هدف پروژه
هدف این پروژه یافتن سیگنال‌های تکرار شونده در داده‌هایی است که از سوی تلسکوپ‌های رادیویی جهان جمع‌آوری می‌شود. در صورت یافتن چنین چیزی، می‌توان انتظار داشت که یک یا گروهی موجود هوشمند فرازمینی این امواج را فرستاده باشند.